# Amblyomma calabyi
Amblyomma calabyi är en fästingart som beskrevs av Roberts 1963. Amblyomma calabyi ingår i släktet Amblyomma och familjen hårda fästingar. Inga underarter finns listade i Catalogue of Life.